# Svante Elis Strömgren
Svante Elis Strömgren, genannt Elis Strömgren, (* 31. Mai 1870 in Helsingborg, Schweden; † 5. April 1947 in Kopenhagen) war ein schwedisch-dänischer Astronom.

## Leben und Werk
Strömgren studierte ab 1887 Astronomie an der Universität Lund, wo er 1898 mit der Dissertation Bestimmung der Bahn des Kometen 1890 II promovierte und anschließend als Dozent tätig war. Von 1901 bis 1907 arbeitete er an der Universität Kiel als Assistent des Herausgebers der Astronomischen Nachrichten, ab 1904 auch als Privatdozent für Astronomie.
1907 wurde er Professor für Astronomie an der Universität Kopenhagen und Direktor der Kopenhagener Sternwarte. Diese Ämter hatte er bis zu seiner Pensionierung 1940 inne. Nachfolger für das Amt des Direktors der Sternwarte in Kopenhagen wurde sein Sohn Bengt Strömgren.
Strömgrens wissenschaftliche Arbeiten lagen vor allem auf dem Gebiet der Himmelsmechanik, insbesondere widmete er sich Doppelsternen, dem Dreikörperproblem und Kometen. So berechnete er mit für die damalige Zeit immensen Aufwand die Bahnen von Kometen in der Zeit zurück und zeigte, dass alle bekannten Kometen zum Sonnensystem gehörten.
Strömgren verfasste mehrere populärwissenschaftliche Bücher zur Astronomie und war 27 Jahre lang Herausgeber der skandinavischen Zeitschrift Nordisk Astronomisk Tidsskrift.
Zusammen mit seinem Sohn Bengt schrieb er ein Astronomie-Lehrbuch für die Studenten der Universität Kopenhagen, das in erweiterter Form 1933 als Lehrbuch der Astronomie auf Deutsch veröffentlicht wurde.
Elis Strömgren war in mehreren Kommissionen der Internationalen Astronomischen Union aktiv und Mitglied der Royal Astronomical Society sowie der schwedischen, dänischen, finnischen, norwegischen und preußischen Akademie der Wissenschaften.
Von 1921 bis 1930 war Strömgren Vorsitzender der Astronomischen Gesellschaft. Da er in der Zeit der Ächtung deutscher und österreichischer Wissenschaftler nach dem Ersten Weltkrieg eindringlich um Versöhnung bemüht war, wurde er 1920, 1922 und 1923 für den Friedensnobelpreis nominiert. Auch nach 1933 setzte sich Strömgren für vom nationalsozialistischen Regime bedrängte deutsche Kollegen ein.
Strömgren heiratete 1902 die Zahnärztin und spätere Zahnmedizinhistorikerin Hedvig Lidforss Strömgren. Das Paar hatte zwei Söhne. Nach Bengt 1908 kam im Jahr 1909 Erik, der später als Psychiater forschte, lehrte und publizierte, zur Welt.
Ihm zu Ehren wurden der Asteroid (1422) Strömgrenia und der Mondkrater Strömgren benannt.

## Werke
- Lehrbuch der Astronomie (1933)